# 突齿隐绵蟹
突齿隐绵蟹（学名：Cryptodromia protuberum）为绵蟹科隐绵蟹属的动物。分布于中国大陆海南等地，生活环境为海水，多栖息于沿岸浅水泥以及石底。